# Szárazföldi teknősfélék

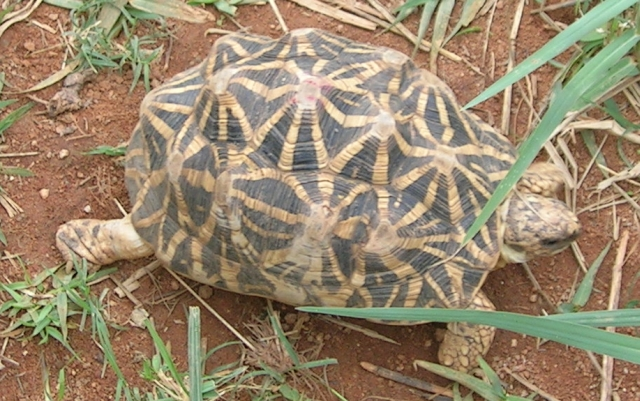
Indiai csillagteknős (Geochelone elegans)

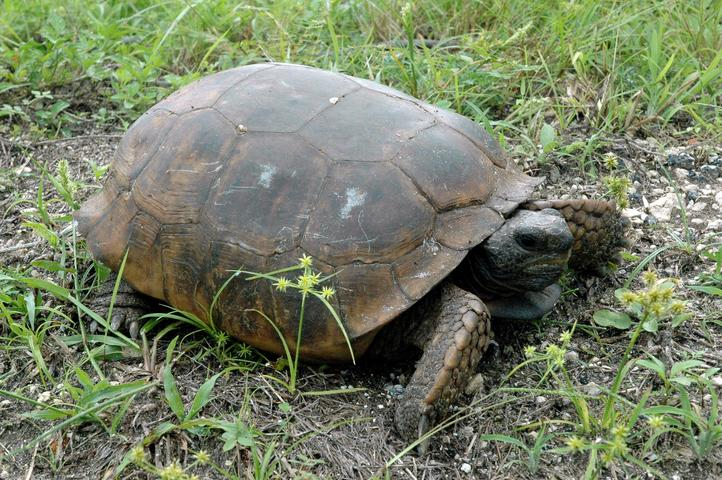
Georgiai üregteknős (Gopherus polyphemus)

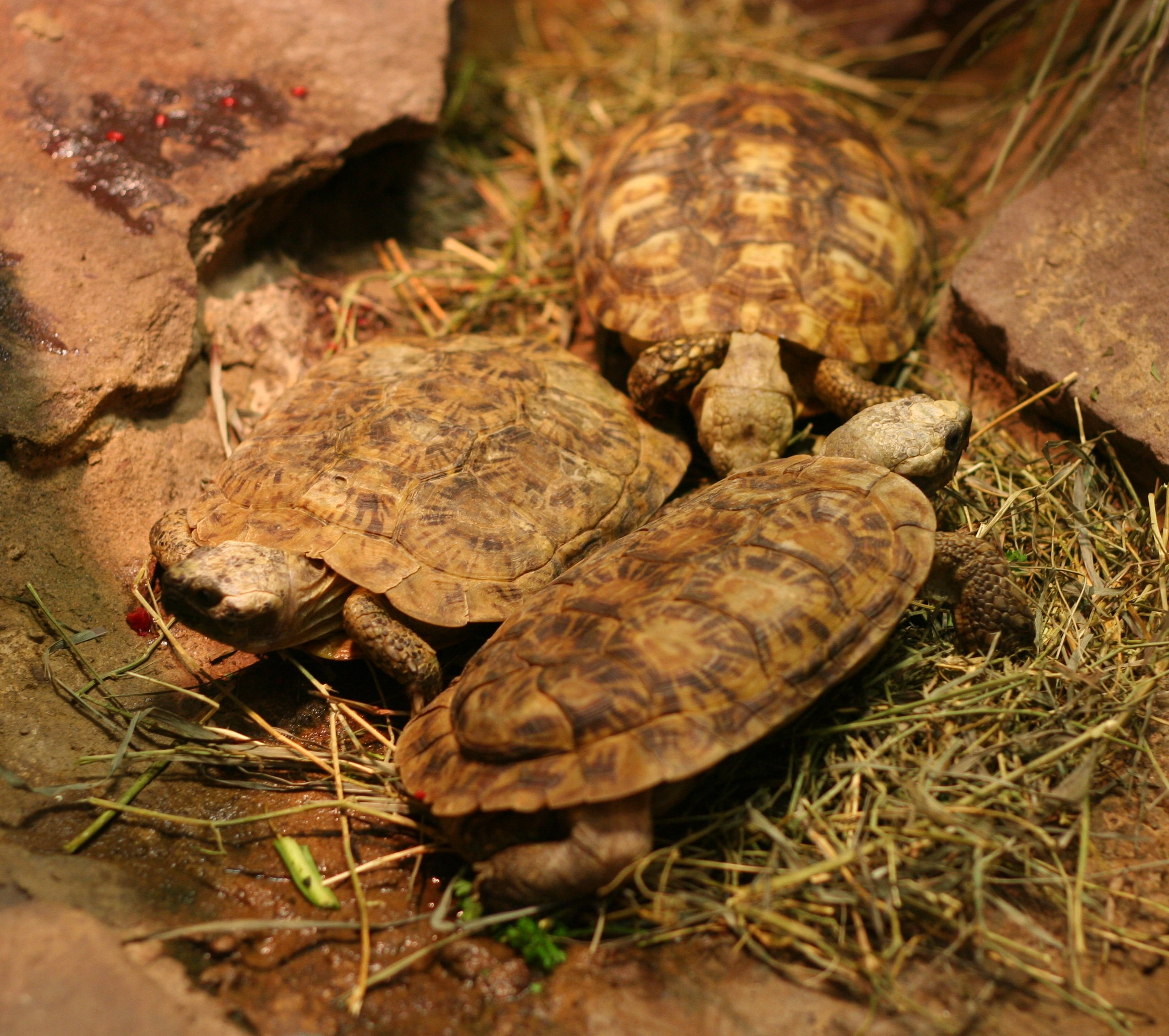
Résteknős (Malacochersus tornieri)

A szárazföldi teknősfélék (Testudinidae) a hüllők (Reptilia) osztályába és a teknősök (Testudines) rendjébe tartozó család
A ma élő teknősök zöme szárazföldi. Páncéljukat elszarusodott bőrpajzsok fedik, és mell-lemezei összeérnek a szegélylemezekkel; a haspáncélon mindig 11 vagy 12 pajzs van. A többi nyakrejtőtől (Cryptodira) abban különböznek, hogy karmokkal ellátott járó- és úszólábuk van,  a csontos tarkólemezről pedig hiányoznak a bordaszerű nyúlványok. A család tagjainak további közös bélyege, hogy nyakuk és fejük hátrafelé teljesen behúzható a teknők közé. Általános bélyeg az is, hogy a lábujjak ízeinek ízületei vannak és a 4 vagy 5 lábujj karomban végződik.

## Rendszerezés
A családba az alábbi 14 nem és 42 faj tartozik
- Aldabrachelys Loveridge & E. Williams, 1957 - 6 faj[1]
  - Aldabrai óriásteknős (Aldabrachelys dussumieri) – Aldabra korallzátonya
  - Seychelle-szigeteki óriásteknős (Aldabrachelys hololissa) – Seychelle gránitszigetei
  - Arnold-óriásteknős (Aldabrachelys arnoldi) –  Seychelle gránitszigetei
  - Daudini-óriásteknős (Aldabrachelys daudinii) – kihalt, Seychelle-szigetek
  - Aldabrachelys abrupta – kihalt, Madagaszkár
  - Aldabrachelys grandidieri – kihalt, Madagaszkár

- Astrochelys Gray, 1873 - 2 faj
  - sugarasteknős (Astrochelys radiata vagy Geochelone radiata)
  - angonoka teknős (Astrochelys yniphora vagy Geochelone yniphora)

- Centrochelys (Miller, 1779) - 1 élő és 5 kihalt faj
  - sarkantyús teknős (Centrochelys sulcata), korábban (Geochelone sulcata)
  - zöld-foki óriásteknős (Centrochelys atlantica) - kihalt a késő pleisztocén korban
  - Tenerifei óriásteknős (Centrochelys burchardi)  - kihalt a késő pleisztocén korban
  - Centrochelys marocana
  - Centrochelys robusta
  - Gran Canaria-szigeti óriásteknős (Centrochelys vulcanica) - kihalt a késő pleisztocén korban

- Chelonoidis (Fitzinger, 1835) - 4 vagy 16 élő és 6 kihalt faj
  - fekete teknős vagy szenesteknős (Chelonoidis carbonarius), korábban (Geochelone carbonaria)
  - argentin teknős (Chelonoidis chilensis), korábban (Geochelone chilensis)
  - táblás erdeiteknős (Chelonoidis denticulatus), korábban (Geochelone denticulata)
  - galápagosi óriásteknős vagy más néven elefántteknős (Chelonoidis nigra) - fajkomplex 1 vagy 13 faj 
    - Chelonoidis nigra abingdonii   – Pinta (Abingdon) – kihalt-Magányos George volt az utolsó feltehetőleg
    - Chelonoidis nigra becki – Wolf-vulkán, Észak-Isabela (Albemarle)
    - Chelonoidis nigra chathamensis – San Cristobal (Chatham)
    - Chelonoidis nigra darwini – San Salvador (James vagy Santiago)
    - Chelonoidis nigra donfaustoi - Santa Cruz (Indefatigable) keleti része
    - Chelonoidis nigra duncaensis -Pinzon (Duncan)
    - Chelonoidis nigra guntheri – Sierra Negra terület Délkelet-Isabela (Albemarle) szigeten
    - Chelonoidis nigra hoodensis – Espanola (Hood) –
    - Chelonoidis nigra microphyes – Darwin-vulkán, Észak-Isabela
    - Chelonoidis nigra nigra – Délnyugat-Isabela (Albemarle) – kihalt
    - Chelonoidis nigra porteri – Santa Cruz (Indefatigable) nyugati része
    - Chelonoidis nigra phantasticus – Fernandina (Narborough) – kihalt
    - Chelonoidis nigra vandenburghi – Alcedo-vulkán, Isabela középső része
    - Chelonoidis nigra vicina – Cerro Azul, Dél-Isabela

  - Chelonoidis alburyorum  - kihalt a késő pleisztocén korban, a Bahama-szigetek és a Turks- és Caicos-szigetek
  - Chelonoidis cubensis - kihalt a késő pleisztocén korban, Kuba
- Chelonoidis dominicensis - kihalt a késő pleisztocén korban, Hispaniola
  - Chelonoidis lutzae - kihalt a késő pleisztocén korban, Argentína
  - Chelonoidis monensis - kihalt a késő pleisztocén korban, Mona-sziget, Puerto Rico szigetétől nyugatra
  - Chelonoidis sellovii  - kihalt a késő pleisztocén korban
  - Chelonoidis sombrerensis  - kihalt a késő pleisztocén korban, Sombrero-sziget, Anguilla tartozéka attól északnyugatra

- Chersina (Gray, 1831) – 1 faj
  - csőrösmellű teknős (Chersina angulata)

- Chersobius (Fitzinger, 1835) - 3 faj; a Homopus nemről leválasztott nem
  - Boulenger-bozótteknős (Chersobius boulengeri), korábban (Homopus boulengeri)
  - fűrészes bozótteknős (Chersobius signatus), korábban (Homopus signatus)
  - Berger-bozótteknős (Chersobius solus), korábban (Homopus solus)

- Cylindraspis (Fitzinger, 1835) - 5 kihalt faj
  - Cylindraspis indica - kihalt 1840-re, Réunion
  - Cylindraspis inepta - kihalt a 18. század elejére, Mauritius
  - Cylindraspis peltastes - kihalt 1800 körül, Rodriguez-sziget
  - Cylindraspis triserrata - kihalt 1735-ben, Mauritius
  - Cylindraspis vosmaeri  - kihalt 1800 körül, Rodriguez-sziget

- Geochelone (Fitzinger, 1835) – 2 élő és 1 régen kihalt faj
  - indiai csillagteknős (Geochelone elegans)
  - burmai csillagteknős (Geochelone platynota)
  - máltai óriásteknős (Geochelone robusta) kihalt a késő pleisztocén korban

- Gopherus (Rafinesque, 1832) – 5 faj
  - kaliforniai üregteknős (Gopherus agassizii)
  - texasi üregteknős (Gopherus berlandieri)
  - mexikói üregteknős (Gopherus flavomarginatus)
  - sonorai üregteknős (Gopherus morafkai)
  - georgiai üregteknős (Gopherus polyphemus)

- Homopus (Duméril & Bibron, 1834) – 2 faj
  - fokföldi bozótteknős (Homopus areolatus)
  - sarkantyús bozótteknős (Homopus femoralis)

- Indotestudo (Lindholm, 1929) – 3 faj
  - sárgafejű teknős (Indotestudo elongata)
  - Forsten-teknős (Indotestudo forstenii)
  - travancori teknős (Indotestudo travancorica)

- Kinixys (Bell, 1827) – 6 faj
  - közönséges zsanérteknős (Kinixys belliana)
  - csipkés zsanérteknős (Kinixys erosa)
  - púpos zsanérteknős (Kinixys homeana)
  - natali zsanérteknős (Kinixys natalensis)
  - Lobatse-zsanérteknős (Kinixys lobatsiana)
  - lapos zsanérteknős (Kinixys spekii)

- Malacochersus (Lindholm, 1929) – 1 faj
  - résteknős (Malacochersus tornieri)

- Manouria (Gray, 1852)  – 2 faj
  - barna teknős (Manouria emys)
  - hátsó-indiai teknős (Manouria impressa)

- Psammobates (Fitzinger, 1835) – 3 faj
  - déli sátorteknős (Psammobates geometricus)
  - rojtos sátorteknős (Psammobates oculiferus)
  - púpos sátorteknős (Psammobates tentorius)

- Pyxis (Bell, 1827) – 2 faj
  - közönséges pókteknős (Pyxis arachnoides)
  - lapos pókteknős (Pyxis planicauda)

- Stigmochelys  (Gray, 1873) - 1 faj 
  - leopárdteknős (Stigmochelys pardalis), korábban (Geochelone pardalis)

- Agrionemys (Gray, 1844) - 1 faj
  - kirgiz teknős vagy sztyeppi teknős  (Agrionemys horsfieldii), korábban (Testudo horsfieldii)

- Testudo (Linnaeus, 1758) – 5 faj
  - mór teknős (Testudo graeca)
  - görög teknős (Testudo hermanni)
  - egyiptomi teknős (Testudo kleinmanni)
  - szegélyes teknős (Testudo marginata)

Kihalt nemek
- Alatochelon
- Cheirogaster
- Hadrianus
- Hesperotestudo
- Megalochelys